# Liste des conseillers départementaux de la Guadeloupe
Pour un article plus général, voir Conseil départemental de la Guadeloupe.
Cet article présente la composition du Conseil départemental de la Guadeloupe ainsi que ses élus à partir de 2015. Pour les élus des mandatures précédentes, voir la liste des conseillers généraux de la Guadeloupe.

## Composition du conseil départemental

### 2021-2028

Résultats des élections départementales de 2021 par canton en Guadeloupe

| Parti                                          | Sigle | Sigle | Élus, |
| ---------------------------------------------- | ----- | ----- | ----- |
| Majorité (26 sièges)                           |       |       |       |
| Guadeloupe unie, solidaire et responsable      |       | GUSR  | 16    |
| Divers gauche                                  |       | DVG   | 6     |
| La République en marche                        |       | LREM  | 2     |
| Divers droite                                  |       | DVD   | 2     |
| Opposition (16 sièges)                         |       |       |       |
| Parti socialiste                               |       | PS    | 10    |
| Force de rassemblement abymien pour le progrès |       | DVG   | 4     |
| Parti progressiste démocratique guadeloupéen   |       | PPDG  | 2     |
| Président du conseil départemental             |       |       |       |
| Guy Losbar (GUSR)                              |       |       |       |

### 2015-2021

Résultats des élections départementales de 2015 par canton en Guadeloupe

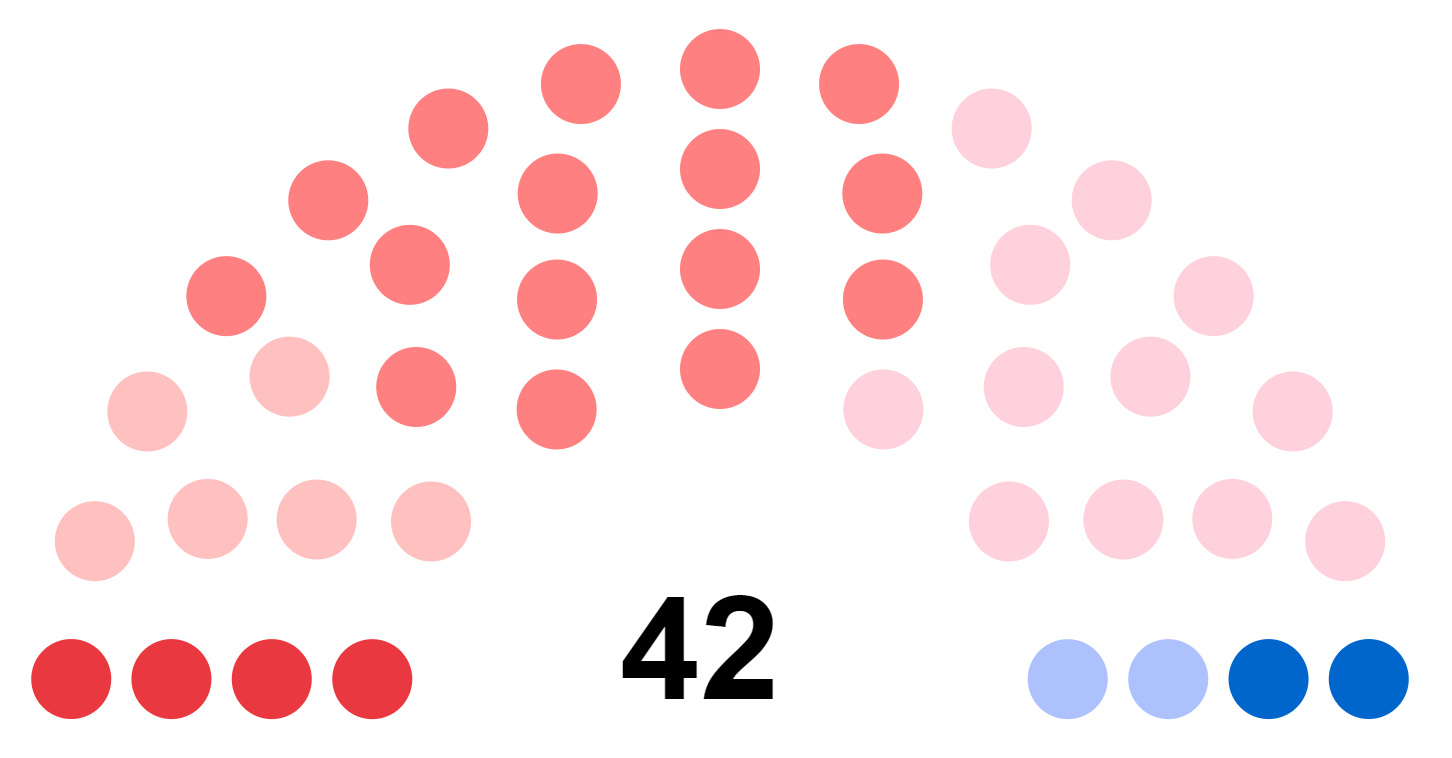
Composition du Conseil départemental de la Guadeloupe au jour des élections départementales de 2015

| Parti                                          | Sigle | Sigle | Élus |
| ---------------------------------------------- | ----- | ----- | ---- |
| Majorité (26 sièges)                           |       |       |      |
| Parti socialiste                               |       | PS    | 16   |
| Parti progressiste démocratique guadeloupéen   |       | PPDG  | 5    |
| Force de rassemblement abymien pour le progrès |       | DVG   | 2    |
| Divers gauche                                  |       | DVG   | 3    |
| Opposition (16 sièges)                         |       |       |      |
| Guadeloupe unie, solidaire et responsable      |       | GUSR  | 12   |
| Les Républicains                               |       | LR    | 2    |
| Divers droite                                  |       | DVD   | 2    |
| Présidente du conseil départemental            |       |       |      |
| Josette Borel-Lincertin (PS)                   |       |       |      |

## Liste des conseillers départementaux

### 2021-2028
| Canton                         | Conseiller départemental          | Parti | Parti            | Autres mandats                                               |
| ------------------------------ | --------------------------------- | ----- | ---------------- | ------------------------------------------------------------ |
| Canton des Abymes-1            | Francesca Faithful                |       | DVG              |                                                              |
| Canton des Abymes-1            | Rosan Rauzduel                    |       | DVG              |                                                              |
| Canton des Abymes-2            | Éliane Guiougou                   |       | DVG              |                                                              |
| Canton des Abymes-2            | Fabert Michely                    |       | DVG              |                                                              |
| Canton des Abymes-3            | Marylène Adhel                    |       | DIV              |                                                              |
| Canton des Abymes-3            | Louis Galantine                   |       | DIV              |                                                              |
| Canton de Baie-Mahault-1       | Michel Mado                       |       | DVG              | Adjoint au maire de Baie-Mahault                             |
| Canton de Baie-Mahault-1       | Hélène Polifonte Molia            |       | DVG              | Maire de Baie-Mahault                                        |
| Canton de Baie-Mahault-2       | Guy Losbar                        |       | DVC              | Président du Conseil départemental                           |
| Canton de Baie-Mahault-2       | Sabrina Roger                     |       | DVC              |                                                              |
| Canton de Basse-Terre          | Élie Califer                      |       | DVG              | Député de la Guadeloupe, maire de Saint-Claude jusqu'en 2022 |
| Canton de Basse-Terre          | Brigitte Rodes                    |       | DVG              |                                                              |
| Canton de Capesterre-Belle-Eau | Jean-Philippe Courtois            |       | DVC              | Maire de Capesterre-Belle-Eau                                |
| Canton de Capesterre-Belle-Eau | Danielle France-Lyse Minatchy     |       | DVC              |                                                              |
| Canton du Gosier               | Catherine Joab                    |       | DVG              |                                                              |
| Canton du Gosier               | Patrice Pierre-Justin             |       | DVG              |                                                              |
| Canton de Lamentin             | Clara Rigah                       |       | Parti socialiste |                                                              |
| Canton de Lamentin             | Jocelyn Sapotille                 |       | Parti socialiste | Maire de Lamentin                                            |
| Canton de Marie-Galante        | Maryse Etzol                      |       | DVG              | Maire de Grand-Bourg                                         |
| Canton de Marie-Galante        | Jean-Claude Maes                  |       | DVG              | Maire de Capesterre-de-Marie-Galante                         |
| Canton du Moule                | Daniel Dulac                      |       | DVG              |                                                              |
| Canton du Moule                | Gabrielle Louis-Carabin           |       | DVG              | Maire du Moule                                               |
| Canton de Morne-à-l'Eau        | Jean Dartron                      |       | DVC              |                                                              |
| Canton de Morne-à-l'Eau        | Nadia Negrit                      |       | DVC              |                                                              |
| Canton de Petit-Bourg          | Ferdy Louisy                      |       | UCG              | Maire de Goyave                                              |
| Canton de Petit-Bourg          | Jocelyne Unimon                   |       | UCG              |                                                              |
| Canton de Petit-Canal          | Blaise Mornal                     |       | DVG              | Maire de Petit-Canal                                         |
| Canton de Petit-Canal          | Martine Potor Didier              |       | DVG              |                                                              |
| Canton de Pointe-à-Pitre       | Henry Angélique                   |       | UGE              |                                                              |
| Canton de Pointe-à-Pitre       | Tania Galvani                     |       | UGE              |                                                              |
| Canton de Saint-François       | Jean-Luc Périan                   |       | DVG              |                                                              |
| Canton de Saint-François       | Sabrina Robin                     |       | DVG              |                                                              |
| Canton de Sainte-Anne          | Éric Latchoumanin                 |       | DVG              |                                                              |
| Canton de Sainte-Anne          | Lydia Faro, ép. Couriol           |       | DVG              |                                                              |
| Canton de Sainte-Rose-1        | Nicole de la Réberdière-Ramillon  |       | DVC              |                                                              |
| Canton de Sainte-Rose-1        | Fred Goubin                       |       | DVC              |                                                              |
| Canton de Sainte-Rose-2        | Isabelle Amireille-Jomie          |       | UG               |                                                              |
| Canton de Sainte-Rose-2        | Adrien Baron                      |       | UG               | Maire de Sainte-Rose                                         |
| Canton de Trois-Rivières       | Jimmy Fausta                      |       | DIV              |                                                              |
| Canton de Trois-Rivières       | Fabienne Thomas                   |       | DIV              |                                                              |
| Canton de Vieux-Habitants      | Jules Otto                        |       | Parti socialiste |                                                              |
| Canton de Vieux-Habitants      | Marie-Yveline Ponchateau-Théobald |       | Parti socialiste | Maire de Baillif                                             |

### 2015-2021
| Canton                         | Conseiller départemental    | Parti | Parti | Autres mandats                                                         |
| ------------------------------ | --------------------------- | ----- | ----- | ---------------------------------------------------------------------- |
| Canton des Abymes-1            | Chantal Lerus               |       | Frapp |                                                                        |
| Canton des Abymes-1            | Rosan Rauzduel              |       | Frapp | Conseiller municipal des Abymes                                        |
| Canton des Abymes-2            | Éliane Guiougou-Firpion     |       | PS    | Conseillère municipale des Abymes                                      |
| Canton des Abymes-2            | Fabert Michely              |       | PS    | Adjoint au maire des Abymes                                            |
| Canton des Abymes-3            | Josette Borel-Lincertin     |       | PS    | Présidente du Conseil départemental, conseillère municipale des Abymes |
| Canton des Abymes-3            | Louis Galantine             |       | PS    |                                                                        |
| Canton de Baie-Mahault-1       | Justin Dessout              |       | GUSR  | Adjoint au maire de Baie-Mahault                                       |
| Canton de Baie-Mahault-1       | Claudine Chalus             |       | GUSR  |                                                                        |
| Canton de Baie-Mahault-2       | David Nébor                 |       | GUSR  | Adjoint au maire de Petit-Bourg                                        |
| Canton de Baie-Mahault-2       | Juliana Gerty Dan           |       | GUSR  | Adjointe au maire de Baie-Mahault                                      |
| Canton de Basse-Terre          | Élie Califer                |       | PS    | Maire de Saint-Claude                                                  |
| Canton de Basse-Terre          | Brigitte Rodes              |       | PS    |                                                                        |
| Canton de Capesterre-Belle-Eau | Manuelle Avril              |       | DVG   |                                                                        |
| Canton de Capesterre-Belle-Eau | Hugues-Philippe Ramdini     |       | PS    | Conseiller municipal de Capesterre-Belle-Eau                           |
| Canton du Gosier               | Jacques Gillot              |       | GUSR  | Sénateur de la Guadeloupe (2011-2017)                                  |
| Canton du Gosier               | France-Lise Montout-Bernis  |       | GUSR  |                                                                        |
| Canton de Lamentin             | Jocelyn Sapotille           |       | PS    | Maire de Lamentin                                                      |
| Canton de Lamentin             | Liliane Maximin-Bajazet     |       | PS    |                                                                        |
| Canton de Marie-Galante        | Maryse Etzol                |       | PS    | Maire de Grand-Bourg                                                   |
| Canton de Marie-Galante        | Marthyr Nagau               |       | PS    |                                                                        |
| Canton du Moule                | Gabrielle Louis-Carabin     |       | PS    | Maire du Moule                                                         |
| Canton du Moule                | Daniel Dulac                |       | PS    | Conseiller municipal du Moule                                          |
| Canton de Morne-à-l'Eau        | Jean Dartron                |       | GUSR  | Conseiller municipal de Morne-à-l'Eau                                  |
| Canton de Morne-à-l'Eau        | Marie-Chantal Saint-Sauveur |       | GUSR  | Conseillère municipale de Morne-à-l'Eau                                |
| Canton de Petit-Bourg          | Rémy Senneville             |       | GUSR  |                                                                        |
| Canton de Petit-Bourg          | Maryse Citronnelle          |       | GUSR  | Conseillère municipale de Goyave                                       |
| Canton de Petit-Canal          | Blaise Mornal               |       | PS    | Maire de Petit-Canal                                                   |
| Canton de Petit-Canal          | Marlène Bernard             |       | PPDG  | Adjointe au maire de Port-Louis (2014-2020)                            |
| Canton de Pointe-à-Pitre       | Marcel Sigiscar             |       | PPDG  |                                                                        |
| Canton de Pointe-à-Pitre       | Sandra Enjaric              |       | PPDG  |                                                                        |
| Canton de Saint-François       | Laurent Bernier             |       | LR    | Maire de Saint-François (2008-2020)                                    |
| Canton de Saint-François       | Baptista Robert-Lamponi     |       | LR    |                                                                        |
| Canton de Sainte-Anne          | Aurélien Abaille            |       | PPDG  | Adjoint au maire de Sainte-Anne                                        |
| Canton de Sainte-Anne          | Lydia Faro, ép. Couriol     |       | PPDG  | Adjointe au maire de Sainte-Anne                                       |
| Canton de Sainte-Rose-1        | Jeanny Marc                 |       | GUSR  | Maire de Deshaies                                                      |
| Canton de Sainte-Rose-1        | Camille Élisabeth           |       | GUSR  | Conseiller municipal de Pointe-Noire                                   |
| Canton de Sainte-Rose-2        | Claudine Bajazet            |       | DVG   | Maire de Sainte-Rose                                                   |
| Canton de Sainte-Rose-2        | Clodomir Bajazet            |       | DVG   |                                                                        |
| Canton de Trois-Rivières       | Jacques Anselme             |       | PS    |                                                                        |
| Canton de Trois-Rivières       | Nicole Erdan                |       | PS    | Conseillère municipale de Gourbeyre                                    |
| Canton de Vieux-Habitants      | Aramis Arbau                |       | DVD   | Maire de Vieux-Habitants (2014-2020)                                   |
| Canton de Vieux-Habitants      | Marie-Lucile Breslau        |       | DVD   |                                                                        |